# Grande Prémio Internacional CTT Correios de Portugal
O Grande Prémio Internacional CTT Correios de Portugal é uma competição de ciclismo profissional criada no ano 2000 e integrada na categoria 2.1 do UCI Europe Tour desde 2005. No ano de 2010 integrou-se na Volta ao Alentejo.

## Palmarés
| Ano  | Vencedor            | Segundo         | Terceiro          |
| ---- | ------------------- | --------------- | ----------------- |
| 2000 | Ángel Edo           | Delmino Pereira | Pedro Soeiro      |
| 2001 | José Iván Gutiérrez | Isidro Nozal    | Pablo Lastras     |
| 2002 | Ángel Edo           | Alexei Markov   | Nuno Marta        |
| 2003 | Nuno Marta          | David Blanco    | Alexei Markov     |
| 2004 | Cândido Barbosa     | Ángel Edo       | Alberto Benito    |
| 2005 | Alexei Markov       | Nuno Marta      | Lénaïc Olivier    |
| 2006 | Jordi Grau          | Jesús del Nero  | Carlos Pinho      |
| 2007 | Pedro Cardoso       | André Vital     | Eladio Jiménez    |
| 2008 | Nuno Ribeiro        | Nelson Vitorino | Francisco Mancebo |
| 2009 | Adrián Palomares    | Danail Petrov   | André Cardoso     |

## Palmarés por países
| País     | Victórias |
| -------- | --------- |
| Espanha  | 5         |
| Portugal | 4         |
| Rússia   | 1         |